# Ван Грюнсвен, Анки
Теодора Элизабет Герарда «Анки» ван Грюнсвен (нидерл. Theodora Elisabeth Gerarda ("Anky") van Grunsven, МФА: [ˈɑŋki vɑn ˈɣrʏnsfə(n)]; род. 2 января 1968 года, Эрп, Северный Брабант) — нидерландская спортсменка-конник, выступавшая в выездке. По количеству олимпийских наград в истории конного спорта (9) уступает только немке Изабель Верт (14).

## Общая информация
Начала заниматься выездкой в возрасте 12 лет, после того как её конь Приско (позднее Анки выступала в его седле на Олимпийских играх и чемпионате мира) показал плохие результаты в конкуре.
Трёхкратная олимпийская чемпионка (единственная в истории, кто трижды выиграл личную выездку на Олимпийских играх) и 5-кратная вице-чемпионка Олимпийских игр, участница 7 подряд летних Олимпийских игр 1988—2012 годов, на каждых из которых, за исключением первых, выигрывала медали. В 1988 году на дебютной Олимпиаде Анки выступала в седле Приско, на следующих 3 Играх (1992—2000) в седле Бонфайр, на Играх в 2004—2012 годах — в седле Салинеро.
Двукратная чемпионка мира (1994 и 2006) и 5-кратная чемпионка Европы. Всего с 1991 года на Олимпийских играх, чемпионатах мира и чемпионатах Европы завоевала 32 награды, в том числе 10 золотых. 9-кратная обладательница Кубка мира по выездке (1995, 1996, 1997, 1999, 2000, 2004, 2005, 2006 и 2008).
Лучшая спортсменка Нидерландов 1994 года.
Замужем за собственным тренером Шефом Янссеном, двое детей. На Олимпийских играх в Афинах в августе 2004 года, где Анки выиграла золото в личной выездке, она выступала беременной первым ребёнком, сын Янник родился в ноябре того года. Янссен и ван Грюнсвен поженились в Лас-Вегасе в конце 2005 года. В марте 2007 года Анки родила дочь Аву Эден.

## Анки ван Грюнсвен на Олимпийских играх
| Дисциплина        | 1988 | 1992 | 1996 | 2000 | 2004 | 2008 | 2012 |
| ----------------- | ---- | ---- | ---- | ---- | ---- | ---- | ---- |
| Личная выездка    | 36   | 4    | 2    | 1    | 1    | 1    | 6    |
| Командная выездка | 5    | 2    | 2    | 2    | 4    | 2    | 3    |